# Gilberto Oliveira Souza Júnior
Gilberto Oliveira Souza Júnior (Piranhas, 5 de junho de 1989), é um futebolista brasileiro que atua como centroavante. Atualmente, joga pelo Juventude.

## Carreira

### Santa Cruz
Gilberto foi formado nas categorias de base do Santa Cruz vindo da base do Confiança. Em 2009, Giba disputou o Pernambucano Sub-20, no qual foi artilheiro da competição marcando 23 gols. Em 2010 foi emprestado ao Vera Cruz até o fim do Campeonato Pernambucano. Assumiu a condição de titular da equipe no Campeonato Pernambucano de 2011, sob o comando de Zé Teodoro, sendo peça fundamental na conquista do título. Terminou a competição como vice-artilheiro, com 12 gols, além de ser escolhido como o melhor atacante do estadual em prêmio organizado pela Federação Pernambucana de Futebol.

### Internacional
No final do Campeonato Pernambucano, foi contratado pelo Internacional, sua estréia foi em 28 de maio de 2011 contra o Ceará com uma derrota por 1 a 0. No meio de 2012 foi emprestado ao Sport até maio de 2013. Pelo Sport atuou em 25 partidas marcando 7 gols, mas antes do fim do contrato o técnico Dunga pediu sua volta, mas como o seu contrato só acabava em maio o Internacional cedeu outro jogador ao Sport e assim ele pode voltar ao clube.

### Portuguesa
Em julho, foi anunciado pela Portuguesa. Seu contrato de empréstimo foi até junho de 2014.
Logo em sua estréia, no dia 27 de julho de 2013, Gilberto marcou um gol na derrota da Portuguesa por 3 a 2 contra o Atlético-PR. Contra o Corinthians ele marcou 3 gols.
O ano de 2013 terminou com Gilberto marcando 14 gols em 24 jogos, e terminando o Campeonato Brasileiro em 4º no ranking da artilharia.

### Toronto FC
No dia 11 de dezembro de 2013, foi vendido pelo Internacional ao Toronto FC, do Canadá, por R$ 7 milhões.

### Vasco da Gama
Em 2015, Gilberto pediu autorização ao Vasco da Gama para treinar com o grupo durante o período de férias. Os dirigentes do cruz-maltino contataram o Toronto FC e contrataram o jogador por empréstimo até o fim do ano. Gilberto vem mostrando o bom futebol que fez com que os dirigentes confiassem nele.
Após o Campeonato Carioca, Gilberto teve uma queda de rendimento. O jogador, que era o artilheiro do Cruzmaltino na temporada com nove gols, estava emprestado ao Vasco pelo Toronto do Canadá e seu vínculo iria até o fim de 2015. Com a chegada de Roth, ele perdeu a vaga de titular e não vinha sendo sequer relacionado nos últimos jogos, e acabou sendo negociado com o Chicago Fire.

### Chicago Fire
Em julho de 2015 foi negociado com o Chicago Fire dos Estados Unidos.

### São Paulo
Em 15 de julho, foi anunciado como novo jogador do São Paulo, assinando contrato até o fim de 2017. No dia 27 de novembro, fez o gol da vitoria do São Paulo contra o Atlético Mineiro no Independência. Na ultima rodada do Campeonato Brasileiro, fez um dos gols na goleada de 5 a 0 sobre o Santa Cruz no Pacaembu.
Em 9 de fevereiro de 2017, marcou o gol da vitória do São Paulo contra o Moto Club, pela Copa do Brasil. Em 12 de fevereiro, marcou um Hat-trick na vitória por 5–2 sobre a Ponte Preta, pelo Campeonato Paulista, sendo ovacionado e tendo seu nome gritado pela torcida.
No dia 28 de novembro de 2017, Gilberto se despediu da torcida do São Paulo um jogo antes do que o esperado, com consenso entre time e jogador, já que não seria mais utilizado.

### Yeni Malatyaspor
Em 31 de janeiro de 2018, acertou com o Yeni Malatyaspor.

### Bahia
Em 11 de junho de 2018, assinou até dezembro com o Bahia, estando apto para jogar após a parada para a Copa do Mundo. Estreou contra a Chapecoense marcando um gol, no empate de 1 a 1 entre as equipes. Em sua segunda partida com o clube, marcou seu segundo gol contra o Vitória, no triunfo por 4 a 1 do Bahia, no jogo seguinte, pela Copa Sulamericana, marcou seu 3º gol com a camisa tricolor no triunfo do Bahia por 2x0 diante do Cerro-URU. Renovou com o clube baiano e ainda está no time.
Fez um dos gols na goleada por 7 a 1 sobre o Campinense, válida pela 1° fase da Copa do Brasil.
No dia 29 de março de 2021, Gilberto fez 4 gols na vitória por 5 a 0 sobre o Altos, válido pela Copa do Nordeste. Com esses 4 gols, Gilberto chegou aos 62 gols e assumiu a 25ª posição de maiores artilheiros da história do Bahia.
Em maio de 2021, Gilberto conquistou o título da Copa do Nordeste e terminou como artilheiro da competição, com oito gols marcados.
No dia 30 de junho de 2021, Gilberto se tornou o maior artilheiro da história do clube em campeonatos brasileiros de série A com 37 gols.
No dia 30 de dezembro de 2021, Gilberto não renovou seu contrato com o clube e ficou livre no mercado. O jogador deixou o clube com 189 jogos e 83 gols e assumiu a 16ª posição de maiores artilheiros da história do Bahia.

### Cruzeiro
No dia 20 de janeiro de 2023, foi anunciado pelo Cruzeiro até o fim de 2024. Estreou no clássico contra o América/MG, em Brasília, entrando na metade do segundo tempo.
Marcou pela primeira vez com a camisa celeste na vitória contra o Villa Nova, em Nova Lima. Gilberto marcou 3 dos 4 gols da vitória pelo Campeonato Mineiro.
Em 18 de janeiro de 2024 Gilberto e Cruzeiro chegaram a um acordo de rescisão de contrato, Gilberto deixou o Cruzeiro com 32 jogos, 6 Gols e uma assistência 

### Juventude
O Juventude anunciou em 19 de janeiro de 2024, a contratação de Gilberto. Ele firmou vínculo até o final da Série A 2024.
No dia 31 de Janeiro de 2024, Gilberto fez a sua estreia pelo Juventude na derrota de 1-0 contra o Grêmio. 
No dia 4 de fevereiro de 2024, Gilberto marcou seu primeiro gol pelo Juventude na goleada contra o Ypiranga. 
No dia 6 de Abril de 2024, Gilberto marcou um gol na final do Campeonato Gaúcho contra o Grêmio, mas o Juventude acabou perdendo a partida por 3x1 e Gilberto saiu Vice-campeão Gaúcho. 

## Estatísticas
Atualizado até 21 de agosto de 2021.

### Carreira
| Clube             | Temporada         | Campeonato nacional | Campeonato nacional | Campeonato nacional | Copa nacional[a] | Copa nacional[a] | Copa nacional[a] | Competições continentais[b] | Competições continentais[b] | Competições continentais[b] | Outros torneios[c] | Outros torneios[c] | Outros torneios[c] | Total | Total | Total   |
| Clube             | Temporada         | Jogos               | Gols                | Assist.             | Jogos            | Gols             | Assist.          | Jogos                       | Gols                        | Assist.                     | Jogos              | Gols               | Assist.            | Jogos | Gols  | Assist. |
| ----------------- | ----------------- | ------------------- | ------------------- | ------------------- | ---------------- | ---------------- | ---------------- | --------------------------- | --------------------------- | --------------------------- | ------------------ | ------------------ | ------------------ | ----- | ----- | ------- |
| Santa Cruz        | 2009              | 5                   | 0                   | 0                   | –                | –                | –                | –                           | –                           | –                           | –                  | –                  | –                  | 5     | 0     | 0       |
| Santa Cruz        | 2010              | 4                   | 0                   | 0                   | 0                | 0                | 0                | –                           | –                           | –                           | 14                 | 6                  | 0                  | 18    | 4     | 0       |
| Santa Cruz        | 2011              | 0                   | 0                   | 0                   | 3                | 1                | 0                | –                           | –                           | –                           | 17                 | 12                 | 0                  | 20    | 13    | 0       |
| Santa Cruz        | Total             | 9                   | 0                   | 0                   | 3                | 1                | 0                | 0                           | 0                           | 0                           | 31                 | 18                 | 0                  | 43    | 19    | 0       |
| Vera Cruz         | 2010              | –                   | –                   | –                   | –                | –                | –                | –                           | –                           | –                           | 18                 | 12                 | 0                  | 18    | 12    | 0       |
| Vera Cruz         | Total             | 0                   | 0                   | 0                   | 0                | 0                | 0                | 0                           | 0                           | 0                           | 18                 | 12                 | 0                  | 18    | 12    | 0       |
| Internacional     | 2011              | 13                  | 1                   | 1                   | –                | –                | –                | –                           | –                           | –                           | –                  | –                  | –                  | 13    | 1     | 1       |
| Internacional     | 2012              | 6                   | 1                   | 0                   | –                | –                | –                | 4                           | 1                           | 0                           | 9                  | 3                  | 0                  | 19    | 5     | 0       |
| Internacional     | 2013              | 3                   | 0                   | 0                   | 0                | 0                | 0                | –                           | –                           | –                           | 8                  | 0                  | 0                  | 11    | 0     | 0       |
| Internacional     | Total             | 22                  | 2                   | 1                   | 0                | 0                | 0                | 4                           | 1                           | 0                           | 17                 | 3                  | 0                  | 43    | 6     | 1       |
| Sport             | 2012              | 25                  | 7                   | 4                   | –                | –                | –                | –                           | –                           | –                           | –                  | –                  | –                  | 25    | 7     | 4       |
| Sport             | Total             | 25                  | 7                   | 4                   | 0                | 0                | 0                | 0                           | 0                           | 0                           | 0                  | 0                  | 0                  | 25    | 7     | 4       |
| Portuguesa        | 2013              | 24                  | 14                  | 1                   | –                | –                | –                | –                           | –                           | –                           | –                  | –                  | –                  | 24    | 14    | 1       |
| Portuguesa        | Total             | 24                  | 14                  | 1                   | 0                | 0                | 0                | 0                           | 0                           | 0                           | 0                  | 0                  | 0                  | 24    | 14    | 1       |
| Toronto FC        | 2014              | 28                  | 7                   | 5                   | 4                | 0                | 0                | –                           | –                           | –                           | –                  | –                  | –                  | 32    | 7     | 5       |
| Toronto FC        | Total             | 28                  | 7                   | 5                   | 4                | 0                | 0                | 0                           | 0                           | 0                           | 0                  | 0                  | 0                  | 32    | 7     | 5       |
| Vasco da Gama     | 2015              | 12                  | 0                   | 1                   | 1                | 0                | 0                | –                           | –                           | –                           | 13                 | 9                  | 0                  | 26    | 9     | 1       |
| Vasco da Gama     | Total             | 12                  | 0                   | 1                   | 1                | 0                | 0                | 0                           | 0                           | 0                           | 13                 | 9                  | 0                  | 26    | 9     | 1       |
| Chicago Fire      | 2015              | 10                  | 5                   | 1                   | 1                | 0                | 0                | –                           | –                           | –                           | –                  | –                  | –                  | 11    | 5     | 1       |
| Chicago Fire      | 2016              | 9                   | 0                   | 2                   | 0                | 0                | 0                | –                           | –                           | –                           | –                  | –                  | –                  | 9     | 0     | 2       |
| Chicago Fire      | Total             | 19                  | 5                   | 3                   | 1                | 0                | 0                | 0                           | 0                           | 0                           | 0                  | 0                  | 0                  | 20    | 5     | 3       |
| São Paulo         | 2016              | 8                   | 2                   | 0                   | 2                | 0                | 0                | –                           | –                           | –                           | –                  | –                  | –                  | 10    | 2     | 0       |
| São Paulo         | 2017              | 17                  | 2                   | 0                   | 4                | 2                | 1                | 1                           | 0                           | 0                           | 13                 | 9                  | 3                  | 35    | 13    | 4       |
| São Paulo         | Total             | 25                  | 4                   | 0                   | 6                | 2                | 1                | 1                           | 0                           | 0                           | 13                 | 9                  | 3                  | 45    | 15    | 4       |
| Yeni Malatyaspor  | 2017–18           | 12                  | 2                   | 0                   | –                | –                | –                | –                           | –                           | –                           | –                  | –                  | –                  | 12    | 2     | 0       |
| Yeni Malatyaspor  | Total             | 12                  | 2                   | 0                   | 0                | 0                | 0                | 0                           | 0                           | 0                           | 0                  | 0                  | 0                  | 12    | 2     | 0       |
| Bahia             | 2018              | 21                  | 8                   | 0                   | 2                | 0                | 0                | 2                           | 1                           | 1                           | –                  | –                  | –                  | 25    | 9     | 1       |
| Bahia             | 2019              | 32                  | 14                  | 3                   | 9                | 4                | 1                | 2                           | 0                           | 0                           | 15                 | 11                 | 1                  | 58    | 29    | 5       |
| Bahia             | 2020              | 33                  | 9                   | 2                   | 1                | 0                | 0                | 8                           | 6                           | 0                           | 8                  | 4                  | 0                  | 50    | 19    | 2       |
| Bahia             | 2021              | 36                  | 15                  | 2                   | 6                | 2                | 2                | 4                           | 1                           | 1                           | 10                 | 8                  | 1                  | 56    | 26    | 6       |
| Bahia             | Total             | 122                 | 46                  | 7                   | 18               | 6                | 3                | 16                          | 8                           | 2                           | 33                 | 23                 | 2                  | 189   | 83    | 14      |
| Total na carreira | Total na carreira | 298                 | 87                  | 22                  | 33               | 9                | 4                | 21                          | 9                           | 2                           | 125                | 74                 | 5                  | 477   | 179   | 33      |

- a. ^ Jogos da Copa do Brasil e Campeonato Canadense
- b. ^ Jogos da Copa Libertadores da América e Copa Sul-Americana
- c. ^ Jogos do Campeonato Pernambucano, Copa do Nordeste, Copa Pernambuco, Campeonato Gaúcho, Campeonato Carioca, Campeonato Paulista, Campeonato Baiano e Amistosos

## Títulos
Santa Cruz
- Campeonato Pernambucano: 2011
- Copa Pernambuco: 2010

Internacional
- Campeonato Gaúcho: 2012, 2013

Vasco da Gama
- Campeonato Carioca: 2015

Bahia
- Copa do Nordeste: 2021
- Campeonato Baiano: 2019, 2020

### Prêmios individuais
- Seleção do Campeonato Pernambucano: 2011[30]
- Gol do Ano da  Major League Soccer: 2014[31]
- Seleção do Campeonato Carioca: 2015[32]
- Seleção da Copa do Nordeste: 2021[33]

### Artilharias
- Campeonato Paulista: 2017 (9 gols)
- Copa do Nordeste: 2019 (8 gols)
- Copa do Nordeste: 2021 (9 gols)

### Recordes
- Maior Artilheiro do Bahia no Campeonato Brasileiro: 46 Gols [34]
- Maior Artilheiro do Bahia na Copa Sul-americana: 8 Gols